# Список княжон московских
Список княжон московских включает дочерей московских князей и Великих московских князей от Даниила Александровича до Василия III.

## Князья московские
| Родители                                                      | Илл.              | Имя                  | Годы жизни          | Супруг                                                                                         | Примечание |
| ------------------------------------------------------------- | ----------------- | -------------------- | ------------------- | ---------------------------------------------------------------------------------------------- | --- |
| Даниил Александрович                                          | ?                 | ?                    | ?                   | ?                                                                                              | ? |
| Юрий III Даниилович + дочь Константина Борисовича Ростовского |                   | Софья Юрьевна        |                     | замужем за тверским князем Константином Михайловичем                                           | |
| Иван Калита 1-я жена Елена                                    |                   | Мария Ивановна       | ум. 1365            | замужем с 1328 года за Константином Васильевичем (князем Ростово-Борисоглебским)               | |
| Иван Калита 1-я жена Елена                                    |                   | Евдокия Ивановна     | ум. 1342            | замужем за князем Ярославским Василием Давыдовичем Грозные Очи                                 | |
| Иван Калита 1-я жена Елена                                    |                   | Феодосия Ивановна    | ум. после 1389 года | выдана замуж за Белозерского князя — Фёдора Романовича                                         | |
| Иван Калита 1-я жена Елена                                    | Феотиния Ивановна |                      |                     |                                                                                                | |
| Симеон Гордый + 1-я жена — Анастасия Гедиминовна              |                   | Василиса Симеоновна  |                     | с 1349 года супруга князя Михаила Васильевича Кашинского                                       | |
| Иван II Красный                                               |                   | Имя утеряно          |                     | муж с 1356 Дмитрий Кориатович (ум. 1399), литовский князь                                      | Существует предположение, что сестры (безымянная дочь и Анна) являются одним и тем же лицом, а их «мужья» Дмитрий Кориатович и Дмитрий Боброк Волынский — также один и тот же человек. |
| Иван II Красный                                               |                   | Анна Ивановна        | ум. после 1389      | муж: Дмитрий Михайлович Боброк Волынский (ум. после 1389), князь, воевода                      | Существует предположение, что сестры (безымянная дочь и Анна) являются одним и тем же лицом, а их «мужья» Дмитрий Кориатович и Дмитрий Боброк Волынский — также один и тот же человек. |
| Дмитрий Донской + Евдокия Дмитриевна                          |                   | Софья Дмитриевна     | ум. в 1427          | в 1387 году вышла замуж за Фёдора, сына Олега Рязанского                                       | |
| Дмитрий Донской + Евдокия Дмитриевна                          |                   | Мария Дмитриевна     | ум. 15 мая 1399     | вышла замуж за князя мстиславского Лугвения (Семёна), сына великого князя Литовского Ольгерда. | |
| Дмитрий Донской + Евдокия Дмитриевна                          |                   | Анастасия Дмитриевна |                     | в 1397 вышла замуж за Ивана Всеволодовича, князя Холмского                                     | |
| Дмитрий Донской + Евдокия Дмитриевна                          |                   | Анна Дмитриевна      | 8 января 1387 — ?   | вышла замуж за князя Юрия Патрикеевича                                                         | |

## Великие князья Московские
| Родители                                  | Илл.                                 | Имя                                  | Годы жизни                           | Супруг | Примечание |
| ----------------------------------------- | ------------------------------------ | ------------------------------------ | ------------------------------------ | --- | --- |
| Василий I Дмитриевич + Софья Витовтовна   |                                      | Анна Васильевна Палеолог             | 1393— август 1417                    | жена византийского императора Иоанна VIII Палеолога | |
| Василий I Дмитриевич + Софья Витовтовна   |                                      | Анастасия Васильевна                 | ум. 1470                             | жена киевского князя Александра Владимировича (Олелько)                                                                                                 | |
| Василий I Дмитриевич + Софья Витовтовна   |                                      | Василиса Васильевна                  |                                      | 1-м браком (1418) за суздальским князем Александром Ивановичем Брюхатым (ум. 1418), 2-м (1418) за нижегородским князем Александром Даниловичем Взметнем | |
| Василий I Дмитриевич + Софья Витовтовна   |                                      | Мария Васильевна                     |                                      | | Гипотетическая дочь, по версии А. В. Экземплярского, была в 1418 году выдана замуж за князя Юрия Патрикеевича                                                                        |
| Василий II Тёмный + Мария Ярославна       |                                      | Анна Васильевна (княгиня рязанская)  | 1450—1501                            | | |
| Иван III + 1-я жена — Мария Борисовна (?) |                                      | Инокиня Александра                   | ум. 1525                             | | Принадлежность к великокняжеской семьи предположительная. Имя до пострига неизвестно. Упоминается только в связи с монастырем. Возможно также она — одна из Елен от следующего брака |
| Иван III + 2-я жена — София Палеолог      |                                      | Елена (или Анна)                     | 1474                                 | | умерла во младенчестве Точно не известно, сколько дочерей по имени Елена было у Ивана III — две или три                                                                              |
| Иван III + 2-я жена — София Палеолог      |                                      | Елена                                | 18 апреля 1475 - ?                   | | умерла во младенчестве |
| Иван III + 2-я жена — София Палеолог      |                                      | Феодосия                             | 1475— ?                              | | умерла во младенчестве? |
| Иван III + 2-я жена — София Палеолог      |                                      | Елена Ивановна                       | 19 мая 1476—1513                     | супруга великого князя Литовского и короля Польши Александра Ягеллона                                                                                   | |
| Иван III + 2-я жена — София Палеолог      |                                      | Евдокия Ивановна                     | февраль 1483/ок. 1492—1513           | с 25 января 1506 года супруга татарского царевича Худай-Кула (Кудайкула), в крещении Петра Ибрагимовича                                                 | |
| Иван III + 2-я жена — София Палеолог      |                                      | Елена                                | 8 апреля 1484-?                      | | умерла во младенчестве? |
| Иван III + 2-я жена — София Палеолог      |                                      | Феодосия Ивановна                    | 29 мая 1485—12 февраля 1501          | c 1500 года, супруга князя и московского воеводы Василия Даниловича Холмского                                                                           | |
| Василий III                               | нет дочерей ни от одного из 2 браков | нет дочерей ни от одного из 2 браков | нет дочерей ни от одного из 2 браков | нет дочерей ни от одного из 2 браков | нет дочерей ни от одного из 2 браков |

Далее см. Список русских царевен